# ホキ
ホキ（マオリ語：hoki）はオーストラリア南部からニュージーランド近海の水深10 - 1,000メートルに生息するタラ目マクルロヌス科の深海魚。世界規模で利用される食用魚である。
学名のMacruronus novaezelandiaeは「ニュージーランドの大きな尾」を意味する。
かつてはメルルーサ科 (Merlucciidae) に分類されていたが、近年では独立したマクルロヌス科 (Macruronidae) に分類されることが多くなった。

## 形態
体長60 - 120センチメートル。姿はソコダラに似て大きな眼球を持ち、非常に細長い先細った体は、第二背鰭と尻鰭と癒合した尖った尾鰭で終わる。第一背鰭は短く尖る。
背側の体色は淡い青緑色で、側面と腹側は銀色、鰭は黒ずむ。

## 生態
肉食性で大きな口には鋭い尖った歯があり、ハダカイワシを主な獲物とするが、甲殻類とイカも食べる。
6-7月ごろに産卵する。寿命は12 - 14年ほどである。

## 利用
見た目がグロテスクであるため、白身魚のフライ用の切り身として流通し、産業用として需要が大きい。かつて、マクドナルドではフィレオフィッシュにホキ、タラ、スケトウダラの3種が使われていた。モスバーガーのフィッシュバーガーには、2025年現在もホキが使用されている。また、ほっともっとでは、2012年時点でのり弁当に添える白身魚のフライの材料として、ニュージーランド産のホキを使用していた。
年間700万キロ（7千トン）も漁獲されており、絶滅の危機を迎えている。ホキの減少により、ロング・ジョン・シルヴァースはホキの使用を止め、デニーズは使用をニュージーランド産に限定している。また、マクドナルドはホキの使用量を減らしたが、漁獲枠が増加すれば、今後増やす可能性があると述べている。持続可能な漁業のため、ホキ漁業は海洋管理協議会の認証を受けている。
また、日本では最近「ホキ」としてデコラが多く流通している。